# Zhang Qian
Zhang Qian (tradicionalni kineski 張騫; pojednostavljeni kineski 张骞; Wade-Giles Chang Ch'ien, 195. pr. Kr. - 114. pr. Kr.) bio je kineski carski diplomat u službi dinastije Han. Poznat je po tome što je donio prve pouzdane informacije o Centralnoj Aziji na dvor cara Wua te imao važnu ulogu u kineskoj kolonizaciji područja danas poznatih kao Xinjiang.
Danas se putovanja Zhang Qiana povezuju sa stvaranjem najvažnijeg puta trasnkontinentalne trgovine poznatog kao Put svile. Njegove misije su Kini omogućili dodir s mnogim dotada nepoznatim kraljevstvima i njihovim proizvodima. Zhang Qianovi opisi putovanja po Centralnoj Aziji su navedeni u ranim povijesnim knjigama dinastije Han, odnosno Zapisima Velikog povjesničara ili Shijiju koji je u 1. stoljeću pr. Kr. napisao Sima Qian. U današnjoj Kini se Zhang Qian smatra nacionalnim herojem s obzirom na to da je Kinu otvorio prema svijetu međunarodne trgovine.